# 후케코역
후케코역(일본어: 深日港駅, ふけこうえき)은 일본 오사카부 센난군 미사키정에 있는 난카이 전기철도 다나가와 선의 역이다. 역 번호는 NK41-2이다.

## 역 구조
단선 승강장 1면 1선의 승강장을 갖는 지평역이다. 다나가와 선의 역에서는 유일하게 초창기 시절부터 교행이 불가능한 역 구조이다.
승강장은 선로를 기준으로 북쪽에 있다. 직통 급행 폐지에 따라 비교적 오랜 편성의 열차 출입은 없어졌기 때문에, 승강장에는 2량 편성분을 남기고 울타리로 되어 있다(원래는 6량 편성에 대응하고 있었다). 또한, 미사키코엔 역 방향에 있는 역사에는 과거 성수기에 사용된 임시 개찰구의 흔적이 남아 있다. 화장실이 설치되어 있다.

## 역 주변
역에서 남쪽에 미사키 정 사무소가 있고 정 사무소 앞에서는 동네 순회 버스인 미니그룹 버스 미사키의 각 방면으로 연결 운행되고 있다. 또한, 인근의 도보권 내에 오쿠와나 미사키미도리가오카 우체국이 있다.
역의 바로 북쪽에는 후케 항이 있어 예전에는 여기에서 아와지섬 쪽으로 오사카 만 페리와 후케 해운 및 도쿠시마 방면으로의 도쿠시마 페리가 발착했었다. 그러나, 도쿠시마 항로는 오나루토 교의 공용 개시 후에 폐지되었고, 아와지 항로도 간사이 국제공항 개항을 전후로 하여 이즈미 사노항 발착으로 변경되었다. 이어, 우케도에의 항로도 중지되면서 후케 항의 정기 여객 항로는 모두 없어졌다.

## 역사
- 1948년 11월 3일: 영업 개시.

## 인접역
| 난카이 전기철도 다나가와 선   | 난카이 전기철도 다나가와 선 | 난카이 전기철도 다나가와 선   |
| ----------------------------- | --------------------------- | ----------------------------- |
| NK41-1 후케초 미사키코엔 방면 |                             | 다나가와 NK41-3 다나가와 방면 |